# 미나모토 가쓰히로
미나모토 가쓰히로(일본어: 皆本 勝弘, 1972년 7월 2일 ~ )는 일본의 전 축구 선수이다.

## 구단 경력
1991년 일본 사커 리그의 얀마 디젤(세레소 오사카)에 입단했다. 1994년 재팬 풋볼 리그 우승으로 J1리그로 승격했다. 1994년 천황배 준우승. 1997년까지 172경기에 출전하여, 13득점을 넣었다. 1998년 산프레체 히로시마로 이적했다. 1998년후 현역 은퇴.